# Michael Wittschier

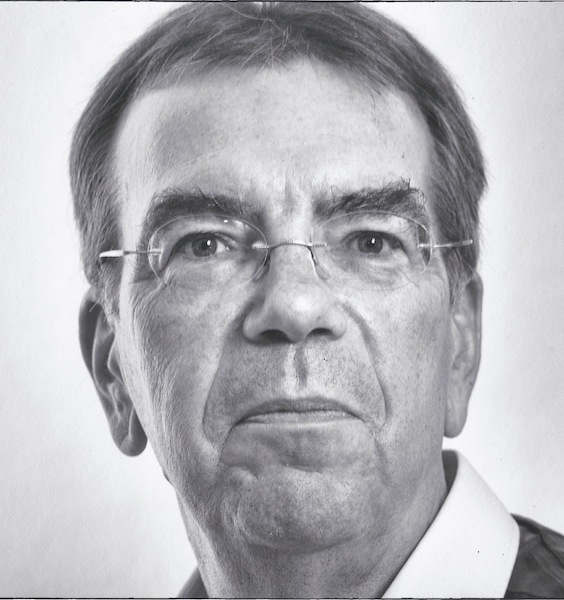
Michael Wittschier (2015)

Michael Wittschier (* 24. September 1953 in Köln) ist ein Didaktiker, Lehrer und Künstler, der mit seinen Publikationen für die Unterrichtsfächer Philosophie und Deutsch das Prinzip des anschaulichen Denkens und Lernens verwirklicht.

## Leben
Nach seiner Schulzeit in Köln und Kaiserslautern, u. a. am Hölderlin-Gymnasium in Köln-Mülheim, studierte er in Köln Germanistik und Philosophie. Seit 1980 lebt und arbeitet Wittschier als Künstler und Autor in Wipperfürth im Bergischen Land; von 1980 bis 2017 war er Lehrer am Engelbert-von-Berg-Gymnasium, von 2004 bis 2017 auch Fachleiter am Zentrum für schulpraktische Lehrerausbildung in Engelskirchen und zwischen 2005 und 2014 Lehrbeauftragter an der Universität zu Köln. Seit 2012 ist er auch als Dozent für die Fortbildung von Philosophielehrern tätig. Seine Bilder und Plastiken sind seit 1986 in zahlreichen Ausstellungen zu sehen, so auch in der Kunstsammlung Oberberg im Museum Schloss Homburg.
Mit seiner Einführung in das philosophische Denken zeigte Wittschier schon Anfang der 1980er Jahre, dass es einen dritten Weg zwischen Esoterik und Exoterik in der Philosophiedidaktik gibt, den er dann theoretisch (mit Bezug auf das ‚tua-res-agitur-Prinzip’) und praktisch für das Schulfach Philosophie kontinuierlich ausbaute: „Was an den Büchern als erstes ins Auge sticht, ist die liebevoll einladende Gestaltung. (...) Wittschier liebt Fragen, (...) die ganz unerwartete Probleme ans Tageslicht bringen und den Leser unvermittelt zum Philosophieren anregen.“
Mit seiner moralphilosophischen Deutung von bekannten Märchen der Brüder Grimm und durch seine Zusammenarbeit mit dem Zauberphilosophen ANDINO leistete Wittschier innovative Beiträge zur Arbeit mit literarischen und visuellen Medien im Philosophieunterricht.
Wittschier verfasste unter anderem drei Methodenbücher mit einer Fülle von praktischen Anregungen für den Philosophieunterricht, eine rheinisch eingefärbte Liebeserklärung an die Philosophie und eine Sammlung von Grammatik-Spielen für den Deutschunterricht. 2019 ist ein neuartiger Wanderführer mit von ihm entdeckten Motivwanderwegen im Bergischen Land erschienen. Sein von Birgit Kappler und Christina Schmid gestaltetes Buch Dao de Colonia schaffte es auf die Shortlist für die schönsten Bücher Deutschlands 2024 und für das schönste Regionalbuch Deutschlands 2024.

## Publikationen
- Alle Kreter lügen, Kleine Einführung in die Philosophie. Patmos, Düsseldorf 1980.
- Und die Moral von der Geschicht..., Kleine Einführung in die Moralphilosophie. Patmos, Düsseldorf 1983.
- Erkenne dich selbst – Abenteuer Philosophie. Patmos, Düsseldorf 1994. (textidentisch mit: Abenteuer Philosophie – Ein Schnellkurs für Einsteiger. Piper, München 1996; 2004 bei Reality & Science auf Koreanisch erschienen).
- Eine wahrhaft ungeheure Reise – Alltag Philosophie. Patmos, Düsseldorf 1996.
- Es wa(h)r einmal – Märchenphilosophie. Patmos, Düsseldorf 1997.
- Quasi – Eine philosophische Liebeserklärung. Patmos, Düsseldorf 2000.
- mit Karola Wittschier: Grammatik mit Bewegung, 30 Grammatik-Spiele zum besseren Lernen. Verlag an der Ruhr, Mülheim 2003, ISBN 3-86072-768-0.
- Basiswissen Abitur – Philosophie. Patmos, Düsseldorf 2006.
- mit Andreas Michel: Zauber Philosophie – staunen-fragen-wissen. DVD und Arbeitsbuch für Praktische Philosophie. Patmos, Düsseldorf 2007, ISBN 978-3-7627-0408-9.
- Philosophie kompakt – Grundlagen in Texten und Grafiken. Patmos, Düsseldorf 2008, ISBN 978-3-7627-0406-5.
- Textschlüssel Philosophie – 30 Erschließungsmethoden mit Beispielen. bsv/Patmos, München 2010, ISBN 978-3-7627-0425-6.
- Gesprächsschlüssel Philosophie – 30 Moderationsmodule mit Beispielen. bsv/Patmos 2010, ISBN 978-3-7627-0457-7.
- Medienschlüssel Philosophie – 30 Zugänge mit Beispielen. bsv/Patmos 2013, ISBN 978-3-7627-0534-5.
- Arno Brabender, Michael Wittschier: Unterrichtsbesuche nachbesprechen: strukturiert beraten, transparent beurteilen. Ein Leitfaden für AusbilderInnen. Cornelsen, Berlin 2016.
- Lerntheke Deutsch 5/6. Märchen und Fabeln. Differenzierungsmaterialien für heterogene Lerngruppen. Cornelsen Verlag, Berlin 2015, ISBN 978-3-589-15699-3.
- Lerntheke Deutsch 9/10. Schreiben. Cornelsen Verlag, Berlin 2017, ISBN 978-3-589-15309-1.
- Philosophie-Navigator für die gymnasiale Oberstufe. Schöningh, Paderborn 2017, ISBN 978-3-14-025410-6.
- Der Figur auf der Spur – 14 Bildwanderwege für die ganze Familie. Bachem, Köln 2019, ISBN 978-3-7616-3344-1.
- Mit Dichtern denken- 85 literarische Texte mit Stundenblättern und allen Materialien für die Praktische Philosophie und Ethik in der Sekundarstufe I. Westermann, Braunschweig 2019, ISBN 978-3-14-122823-6.
- Im Totholz – Schreib-Erkundungen und Lochkamera-Aufnahmen. Wipperfürth 2020, Künstler-Edition www.wittschier.de.
- Mit Julia Robert: Mit Filmen denken. 75 Filme und 20 Gegenstände aus Filmen in 60 Stundenblättern mit allen Materialien für Praktische Philosophie und Ethik in der SEK I und II. Westermann, Braunschweig 2021, ISBN 978-3-14-161997-3.
- Vorübergehend – Schreiberkundungen mit 17 Silben & 24 Baum-Ansichten. Wipperfürth 2021, Künstler-Edition www.wittschier.de.
- Mit Karola Wittschier: Sorgloses Wandern – HAIKUS – Kalligraphien & Loch-Kamera-Aufnahmen. Wipperfürth 2022, Künstler-Edition www.wittschier.de.
- Über Nachrichten nachdenken. 40 Zeitungsartikel in 74 Stundenblättern mit allen Materialien für Praktische Philosophie und Ethik in der SEK I und SEK II. Westermann Verlag, Braunschweig 2023, ISBN 978-3-14-162214-0.
- Dao De Colonia. Das Kölsche Grundgesetz und sein daoistisches Geheimnis. Greven Verlag, Köln 2023, ISBN 978-3-7743-0962-3.
- UNTERWEGS – 24 Haikus mit 12 Kalligraphien und 12 Lochkamera-Aufnahmen von Karola und Michael Wittschier. Wipperfürth 2023, Künstler-Edition www.wittschier.de.
- Zhuang Zhou / Michael Wittschier: Auf dem Weg ins südliche Blütenland (Das Leben und Denken des altchinesischen Denkers Zhuang Zi), Leipziger Literaturverlag. Leipzig 2024 ISBN 978-3-86660-305-9.
- DAO SIMMER DABEI - ein daoistischer Streifzug durch Köln. BoD, Norderstedt 2024, ISBN 978-3-7597-3551-5.
- Altchinesische Straftheorien im Vergleich zu modernen, europäischen Theorien politischer Gewalt. Eine Unterrichtsreihe für den Philosophieunterricht in der Sekundarstufe II. In: Zeitschrift für Didaktik der Philosophie und Ethik 2024, Heft 3: Strafe, hrsg. von Vanessa Albus, Buchner Verlag, Bamberg 2024, S. 40–50.
- ZHUANGZI-SCHLÜSSEL - 300 Weisheiten aus dem ZHUANGZI, Norderstedt 2024, ISBN 978-3-7597-3609-3.
- Zhuangzi besser verstehen - Hinführung zu seinem daoistischen Weltbild, Ein Essay - sisifo Leipzig 2024- ISBN 978-3-86660-308-0.
- Der Weg entsteht beim Gehen - Altchinesisches und europäisches Denken im Vergleich. Ein Lese- und Arbeitsbuch für Schule, Hochschule und außerschulisches Lernen. Westermann, Braunschweig 2025, ISBN 978-3-14-110512-4.
- DAO geht's lang - Aus dem Leben eines Daogenichts, BoD, Hamburg 2025, ISBN 978-3-8192-9525-6.
- Der a-religiöse DAOISMUS - Seine Grundlagen, BoD, Hamburg 2025, ISBN 978-3-7693-2692-5.